# Tetraloniella abrochia
Tetraloniella abrochia är en biart som beskrevs av Constance Margaret Eardley 1989. Tetraloniella abrochia ingår i släktet Tetraloniella och familjen långtungebin. Inga underarter finns listade i Catalogue of Life.